# Marcel Achard
Marcel Achard, pseudônimo de Marcel-Augustin Ferréol (Sainte-Foy-lès-Lyon, 5 de julho de 1899 — Paris, 4 de setembro de 1974), foi um ator e comediógrafo francês.
Ao seu primeiro êxito (Voulez-vous jouer avec mói, (1923) seguiram-se Adam (1939), onde é abordada a questão da homossexualidade, Nous Irons a Valparaiso (1948) e Lê Mal d'Amow (1955). Em 1959, entrou para a Academia Francesa.